# Кожемякин, Сергей Иванович
Сергей Иванович Кожемякин (бел. Сяргей Iванавіч Кажамякін, род. 20 ноября 1956 года, г. Изяслав, Хмельницкая обл., СССР) — белорусский фотограф, преподаватель истории фотографии.

## Биография
Сергей Кожемякин родился в городе Изяславль Хмельницкой области. Отец, Кожемякин Иван Захарович (1926—2006) был кадровым военным, участником боевых действий во время Второй мировой войны. Мать, Кожемякина Анастасия Васильевна (1924—2008), работала фармацевтом.
Детство прошло в разъездах по месту службы отца, в том числе в ГДР и Венгрии. После окончания средней школы в городе Кечкемет (Венгрия), в 1974 году поступил на учёбу в Белорусский политехнический институт (ныне Белорусский национальный технический университет) на машиностроительный факультет по специальности «Технология машиностроения», который окончил в 1979 году. С тех пор живёт и работает в Минске.
В 1979—1994 гг. работал на инженерных должностях по специальности.
В 1985—1986 гг. учился фотографии в студии легендарного Валерия Лобко при фотоклубе «Минск». В это время сформировался круг творческого общения, в который входили Галина Москалева, Владимир Парфенок, Игорь Савченко, Владимир Шахлевич, Михаил Гарус и др. В составе творческой группы «Провинция» сформировались определённые общие принципы и стилистика, которую позже определили, как «Минская школа фотографии».

## Творчество
Область интересов автора — творческая и документальная фотография.
В своих работах Сергей Кожемякин использует анонимные и личные фотоархивы для создания серий концептуальных фотографий, ручное тонирование, радикальное кадрирование, секвенции. Работам свойственны аналитичность и философское обобщение. В образах соединяются персонифицированная память и рациональный анализ социальных явлений.
Все это проявилось в сериях:
- «Голубые бабочки» 1992 г.;
- «Детский альбом» 1989 г.;
- «Семейный альбом. Настоящие фотографии из настоящей жизни» 1989—1992 гг.;
- «Фантомные ощущения» 1997—2002 гг.

Эти серии экспонировались в рамках международных выставок, среди которых были такие знаковые проекты, как:
- «Photo: Contemporary Photography in the USSR» (1991), самый большой на тот момент из осуществленных зарубежных проектов показа фотографии из СССР. Работа Сергея Кожемякина «Дочь» (1989 г.) была размещена на обложке книги «PhotoManifesto: Contemporary Photography in the USSR» (1991) изданной галереей Walker, Ursitti & McGinnis (изд-во Stewart, Tabori & Chang, New York, 1991)[3][4];
- «AFTER THE WALL», Moderna Museet, 1999 ;
- «Behind Walls. Easten Europe before and beyond 1989». 15th Noorderlicht festival. Fries Museum, Leeuwarden. Нидерланды 2008.

С 2004 года преподавал курс по истории фотографии в БГУ, Академии искусств, частных учебных заведениях. В 2017 вошел в шорт-лист номинантов на национальную премию в области изобразительного искусства Беларуси. Информация и работа автора представлены в вышедшей в 2017 году «Истории Европейской фотографии. 2017-2000гг». В 2013 году вошел в число белорусских фотографов, чьи работы были выставлены на торгах аукционного дома «Sotheby’s».

## Персональные выставки
- 2002 «Фантомные ощущения». Музей современного изобразительного искусства, Минск
- 2003 «И город позировал мне». ТЦ Манеж. Минск
- 2010 «Пятое время года». Альфа-Банк. Минск
- 2011 «Пятое время года». Музей современного изобразительного искусства[7][8], Минск
- 2013 «Образы человеческие». (Молитва). В рамках Wawa Design Festival, Soho Fabric. Warsawa
- 2016 «Ментальные деревья, города́». Кніжная Шафа. Минск

## Коллективные выставки (избранные)
- 1988 «Пачатак / Начало». «Дом кино». Минск
- 1990 «Белорусский фотоавангард». Киноцентр. Москва
- 1990 «СССР-ФОТО. Фотографы из Минска» (Photographers from Minsk). Fotografisk Galleri. Копенгаген
- 1990 «Contemporary Photography from the USSR» (Современная фотография из СССР). Нью-Йорк
- 1991 «Новая волна» в фотографии России и Беларуси. Киноцентр. Москва
- 1991 «In the Shadow of Nagasaki» (В тени Нагасаки). Выставка работ из коллекции Музея фотоискусства в Оденсе. Museet for Fotokunst Brandts Klaedefabrik. Оденсе, Дания
- 1991 «Photo Manifesto: Contemporary Photography in the USSR» (Фотоманифест. Современная фотография в СССР). От Белоруссии в выставке участвовали: Игорь Савченко, Галина Москалёва, Владимир Шахлевич, Владимир Парфенок, Сергей Кожемякин, Валерий Лобко, Вадим Качан, Иван Петрович, Геннадий Слободский, Елена Мулюкина, Александр Синяк, Сергей Ковалёв, Геннадий Родиков, Сергей Суховицин, Алексей Павлють, Алексей Ильин. Museum for Contemporary Arts. Балтимор, США
- 1991 «Photo Manifesto: Photography of Perestroika» (Фотоманифест. Фотография перестройки). Fine Art Gallery. Long Island University — Avram Family Gallery. Нью-Йорк
- 1991 «Aspects of Contemporary Soviet Photography» (Аспекты современной советской фотографии). Art Gallery. University of Dartmouth. North Dartmouth
- 1992 "Photo Manifesto: Contemporary Photography in the Former USSR (Фотоманифест. Современная фотография в экс-СССР). В рамках фестиваля FOTOFEST’92. Georg P. Brown Convention Centre. Хьюстон
- 1993 «Современная белорусская фотография». Варшава (Музей независимости) — Краков — Вроцлав — Белосток
- 1994 «Искусство современной фотографии. Россия. Украина». Беларусь. Центральный дом художника. Москва
- 1994 «Monuments and Memory: Reflections on the Former Soviet Union» (Памятники и Память. Размышления о бывшем Советском Союзе). The Gallery of Contemporary, Art. Sacred Heart University. Fairfield Connecticut, США. — Akus Gallery. Easten Connecticut State University. Willimantic, Connecticut
- 1994 «Nowa Fotografia Bialoruska» (Новая белорусская фотография). Panstwowa galeria sztuki. Сопот (Польша)
- 1994 «Fotografie aus Minsk» (Фотография из Минска). IFA-Gallerie. Берлин
- 1996 «Эхо молчания». Национальный музей истории и культуры Беларуси.
- 1996 «Spatia Nova: IV С.-Петербургская биеннале». Музей истории С.-Петербурга, С.-Петербург, Россия
- 1997 «Эхо молчания». Galeria Duna, Братислава
- 1998 «Past — Future. The Point of Transition». (совместно с И.Савченко и Г.Москалевой), Hasselblad Center, Гётеборг, Швеция
- 1999 «AFTER THE WALL», Moderna Museet, Stockholm
- 2000 «AFTER THE WALL», National Galerie im Hamburger Bahnhow Museum Fur Gegenwart, Берлин
- 2000 «Echo of Silence», FotoBiennale Rotterdam,Stichting Grote of Sint-Laurenskerk. Rotterdam
- 2000 «Фотография „решающего момента“: белорусский вариант». Групповая выставка из серии «Аспекты современной белорусской фотографии». Галерея визуальных искусств «NOVA». Минск
- 2001 «goEurope.the kaleidoscopic eye». Museum Fur Photographie in cooperation with the magazine European Photography. Braunschweig, Germany[9]
- 2001 «Murnau.Manila.Minsk. 50 Jahre Goethe-Institut». Deutche Historiche Museum, Берлин
- 2001 «Dach = Дах». Выставка белорусского искусства. Kunsthaus «Tacheles». Берлин
- 2006 «Территория». Международная выставка современного искусства, Люблин
- 2008 «Behind Walls. Easten Europe before and beyond» 1989. 15th Noorderlicht festival. Fries Museum, Leeuwarden. Нидерланды[10]
- 2008 «Тест на национальный ген. Цитаты». В рамках гуманитарной программы 1/6+, Центр современного искусства МАРС, Москва
- 2010 «INTOUCH». Выставка современного искусства. Музей современного искусства, Минск[11]
- 2012 «Первая Минская триеннале современного искусства», Минск[12]
- 2012 «Дворцовый комплекс». Выставка современного искусства. Дворец Румянцевых и Паскевичей. Гомель[13]
- 2014 «Avant gArte. От квадрата к объекту». Выставка современного искусства. Минск[14]
- 2014 «Минская школа фотографии. 1960—2000 гг.». Из коллекции. Государственный музейно-выставочный центр РОСФОТО. Санкт-Петербург[15]
- 2016 «New Arrivals: Late 20th-Century Photographs from Russia & Belarus». Baltimore Museum of Art[16]
- 2017 «Short-List. Выставка номинантов на национальную премию в области изобразительного искусства Беларуси». Центр современных искусств. Минск.[17]

## Публикации
1991
- KATALOG, 4. arg. #1 'Photography from Minsk.' Essay by Valery Lobko. Odense
- BILDTIDNINGEN #3 Stockholm
- Photo Manifesto: Contemporary Photography in the USSR. Под редакцией: Walker, Ursitti & McGinniss. Издательство: Stewart, Tabori & Chang.. Нью-Йорк (США). ISBN 978-1556701993[18]

1992
- International Month of Photography FOTOFEST’92. Houston, Texas
- Мастацтва #9 «Сергей Кожемякин. Портфолио». Текст В.Лобко. Минск

1994
- NEUE BILDENDE KUNST, 'Neo-Factographie' Essay by Victor Tupitsyn; #3, Berlin

1996
- Eastern Europe: Spatia Nova. The IV St.Petersburg Biennale. Art Collegium Gallery, St.Petersburg

1997
- Month of Photography-97, FOTOFO Foundation, Bratislava
- Echo of Silence , IMAGO #3, Bratislava

1998
- Солнце без намордника.' Эссе Виктора Тупицына, в кн. Виктора Тупицына «Коммунальный (пост)модернизм», AdMarginem, ISBN 5-88059-048-8 Москва

1999
- Moskaleva, Galina. East — West: The Relations Between Concepts And Their Influence On Each Other, Imago No.7, Bratislava

2004
- Фантомные ощущения серебра, Алина Сергеева, pARTisan,#2, Минск

2009
Мастацтва #10, Пейзаж длинною в год. Эссэ А. Белявец. Минск
2013
- Новая хваля. Беларуская фатаграфія 1990-х. Минск ISBN 978-985-562-093-9[19]
- Ежегодный альманах свободного творчества «Монолог», № 17. Минск
- Мастацтва #10, Эссе Л.Гаврилюк «Минск на Минской. WawaDesignу 2013»

2017
- Минск. Нонконформизм 1980-х. ISBN 978-985-7140-43-5
- The History European Photography. 1970—2000. ISBN 978-80-85739-70-1[20]

2017
- Red Horizon. Contemporary Art and Photography in the USSR and Russia, 1960—2010, Printed by Columbus Museum of Art, ISBN 978-0-918881-34-2[21]

## Работы находятся в коллекциях
- Poсфото. Ст.- Петербург[15]
- Museet for Fotokunst, Odense
- Worchester Art Museum, Worchester, Massachusetts
- Hasselblad Collection, Gothenburg, Sweden[22]
- Национальная библиотека, Минск
- Baltimor Museum of Art[16]
- Частные коллекции в Беларуси, России, Германии, Финляндии, Швеции, Украине, Дании, США